# Lijst van voetbalinterlands China - Engeland
Deze lijst van voetbalinterlands is een overzicht van alle officiële voetbalwedstrijden tussen de nationale teams van China en Engeland. De landen hebben tot op heden een keer tegen elkaar gespeeld. Die eerste ontmoeting was een vriendschappelijk duel op 23 mei 1996 in Beijing.

## Wedstrijden
| № | Plaats  | Datum       | Competitie        | Wedstrijd        | Uitslag |
| - | ------- | ----------- | ----------------- | ---------------- | ------- |
| 1 | Beijing | 23 mei 1996 | Vriendschappelijk | China − Engeland | 0 − 3   |

## Samenvatting
| Competitie        | Totaal gespeeld | Winst China | Gelijk | Winst Engeland | Doelsaldo China – Engeland |
| ----------------- | --------------- | ----------- | ------ | -------------- | -------------------------- |
| Vriendschappelijk | 1               | 0           | 0      | 1              | 0 − 3                      |
| Totaal            | 1               | 0           | 0      | 1              | 0 − 3                      |

Wedstrijden bepaald door strafschoppen worden, in lijn met de FIFA, als een gelijkspel gerekend.

## Details

### Eerste ontmoeting
| Vriendschappelijk (Beijing, China, 23 mei 1996):                                                                         |              | |
| China | 0 – 3        | Engeland |
| | goals        | 30' Nick Barmby 53' Nick Barmby 64' Paul Gascoigne |
| Qi Wusheng | bondscoach   | Terry Venables |
| Ou Chuliang Xu Hong Wei Qun Fan Zyiyi Li Hongjun Xie Yuxin 46' Li Bing 46' Jiang Feng 33' Ma Mingyn Gao Feng Hao Haidung | opstellingen | 64' Tim Flowers Gary Neville Gareth Southgate 77' Tony Adams Phil Neville Darren Anderton 80' Steve McManaman Jamie Redknapp Paul Gascoigne 73' Nick Barmby 73' Alan Shearer |
| Gao Zhongxun 33' Li Meng 46' Peng Weiguo 46'                                                                             | wissels      | 64' Ian Walker 73' Peter Beardsley 73' Robbie Fowler 77' Ugo Ehiogu 80' Steve Stone                                                                                          |
| - Debuut van Phil Neville (Manchester United) en Ugo Ehiogu (Aston Villa) voor Engeland.                                 |              | |